# 埃德加多·托埃蒂
埃德加多·托埃蒂（義大利語：Edgardo Toetti，1910年7月10日—1968年6月2日），意大利男子田径运动员，主攻短跑。他曾代表意大利参加1928年和1932年夏季奥林匹克运动会田径比赛，获得男子4×100米接力铜牌。